# Поникве (Бакар)
45°20′ пн. ш. 14°32′ сх. д. / 45.33° пн. ш. 14.53° сх. д.
Поникве (хорв. Ponikve) — населений пункт у Хорватії, у Приморсько-Горанській жупанії у складі міста Бакар.

## Населення
Населення за даними перепису 2011 року становило 45 осіб.
Динаміка чисельності населення поселення:

## Клімат
Середня річна температура становить 13,20 °C, середня максимальна – 26,09 °C, а середня мінімальна – 0,65 °C. Середня річна кількість опадів – 1435 мм.
| Клімат поселення                              | Клімат поселення | Клімат поселення | Клімат поселення | Клімат поселення | Клімат поселення | Клімат поселення | Клімат поселення | Клімат поселення | Клімат поселення | Клімат поселення | Клімат поселення | Клімат поселення | Клімат поселення |
| Показник                                      | Січ.             | Лют.             | Бер.             | Квіт.            | Трав.            | Черв.            | Лип.             | Серп.            | Вер.             | Жовт.            | Лист.            | Груд.            |                  |
| Середній максимум, °C                         | 9,47             | 9,77             | 12,25            | 15,78            | 20,74            | 24,63            | 26,09            | 25,97            | 21,60            | 17,02            | 12,27            | 9,49             |                  |
| Середня температура, °C                       | 5,05             | 5,34             | 7,84             | 11,38            | 16,33            | 20,21            | 22,72            | 22,60            | 18,22            | 13,65            | 8,90             | 6,13             |                  |
| Середній мінімум, °C                          | 0,65             | 0,96             | 3,43             | 6,95             | 11,93            | 15,79            | 19,34            | 19,22            | 14,85            | 10,28            | 5,54             | 2,75             |                  |
| Норма опадів, мм                              | 116              | 95               | 103              | 106              | 94               | 112              | 69               | 95               | 142              | 179              | 177              | 147              |                  |
| Середньомісячна швидкість вітру, м/с          | 2.94             | 3.09             | 3.11             | 2.93             | 2.67             | 2.54             | 2.51             | 2.56             | 2.65             | 2.93             | 3.20             | 3.17             |                  |
| Середньомісячна сонячна радіація, кДж/м²·день | 4399             | 7201             | 10453            | 14912            | 19123            | 20710            | 22129            | 18890            | 13853            | 8976             | 4816             | 3685             |                  |
| --------------------------------------------- | ---------------- | ---------------- | ---------------- | ---------------- | ---------------- | ---------------- | ---------------- | ---------------- | ---------------- | ---------------- | ---------------- | ---------------- | ---------------- |
| Джерело:                                      |                  |                  |                  |                  |                  |                  |                  |                  |                  |                  |                  |                  |                  |